# Johann Georg Preisler
Pour les articles homonymes, voir Preisler et Preissler.
 (juillet 2021).
Si vous disposez d'ouvrages ou d'articles de référence ou si vous connaissez des sites web de qualité traitant du thème abordé ici, merci de compléter l'article en donnant les références utiles à sa vérifiabilité et en les liant à la section « Notes et références ».
Johann Georg Preisler, ou Preissler (né le 7 juillet 1757 à Copenhague et mort le 21 avril 1831 à Lyngby (en)) est un graveur danois d'origine allemande.

## Biographie
Johann Georg Preisler est le fils d'Anna Sophia Schuckmann et Johan Martin Preisler, graveur et professeur à l'Académie royale des beaux-arts du Danemark à Copenhague, et membre de la famille d'artistes Preisler de Nuremberg. Il suit d'abord les cours de l'Académie de Copenhague où il obtint la Médaille d'or en 1780.
En 1781, il part à Paris, en passant par Hambourg où il rend visite au poète Friedrich Gottlieb Klopstock. Il reste dans la capitale française jusqu'en 1788 et y étudie avec le graveur Jean-Georges Wille. À son retour à Copenhague, il devient graveur du Roi, professeur et membre de l'Académie royale.
Il épouse en 1788 Anna Rebecca Pflueg (1767-1817).